# Magnetsko zavarivanje
Magnetsko zavarivanje ili zavarivanje magnetski pokretanim električnim lukom (kratica: MPL) je postupak zavarivanja koji se ostvaruje pritiskom, nakon omekšavanja osnovnog materijala (npr. dviju cijevi), zbog djelovanja električnog luka, koji se rotira u zazoru žlijeba za zavarivanje. Rotacija električnog luka u zazoru žlijeba za zavarivanje je rezultat djelovanja suprotnih magnetskih polja na cijevima koje se zavaruju, nakon uspostavljanja električnog luka pomoću pomoćnog magnetskog polja.
Magnetsko zavarivanje je postupak zavarivanja koji služi za zavarivanje cijevi, prirubnica, šupljih profila itd. Općenito nema ograničena za promjer cijevi, odnosno radnog komada, jer on ovisi o snazi i karakteristikama izvora zavarivanja (istosmjerna struja), te sili sabijanja. Obično se ne zavaruju cijevi veće debljine stijenke od 8 mm. Postupak se odvija automatski bez dodatnog materijala, sa strujom zavarivanja od 200 do 250 A i silom sabijanja (tlak) sučeljenih cijevi od od 60 do 80 N/mm2. Osnovni su parametri zavarivanja: jakost struje zavarivanja, vrijeme gorenja električnog luka (rotacije), sila i vrijeme sabijanja. Utrošak cijevi po zavarivanju je do 2 mm, s neznatnim srhom. Razmak između zavarenih dijelova prije zavarivanja je od 1,5 do 2,5 mm. Brzina rotacije električnog luka po zakonitostima elektromagnetizma je iznad 400 okretaja/sek. Sama brzina rotacije ovisi o gustoći magnetskog toka, jakosti struje i promjeru šupljeg profila. Vrijeme zavarivanja je od 1 do 20, a obično od 3 do 5 sekundi. Dužina hvatanja cijevi je 120 mm. Za svaki oblik i dimenzije konture zavarenih dijelova potrebna je nova zavojnica.
Postupak magnetskog zavarivanja ima široku primjenu u strojogradnji, brodogradnji, izgradnji vozila, energetici, građevinarstvu, proizvodnji poljoprivrednih strojeva, elektrotehnici, elektronici, kemijskoj industriji i drugo. Objekti zavarivanja mogu biti: cijevi (plinovodi, vrelovodi, naftovodi), prirubnice, boce za tehničke plinove, spremnici (rezervoari), šuplji profili različitih oblika i drugo. Magnetskim zavarivanjem se mogu zavariti: cijev na cijev, cijev na ploču ili puni komad. Primijenjeni materijali su feromagnetni,  neferomagnetni, čak i obojeni materijali, a postoji mogućnost primjene na raznorodne materijale. Svojstva ove metode su: mali utrošak energije, izuzetno kratko trajanje zavarivanja, jednostavna priprema zavara, prikladnost za rad u pogonu i na terenu,  ujednačenost kvalitete zavara (dozvoljeno smaknuće cijevi i do 30%), zavarivanje bez dodatnog materijala, mogućnost primjene zaštitnog plina, prikladnost za automatizaciju, smanjen broj operatera.